# بوره (کومون فرانسه)
بوره (به فرانسوی: Buré) یک کمون در دپارتمان اورن در شمال غربی فرانسه است.

## هم چنین ببینید
- Communes of the Orne department